# Редфілд Проктор
Редфілд Проктор (англ. Redfield Proctor; нар. 1 червня 1831, Кавендіш, Вермонт — пом. 4 березня 1908, Вашингтон) — американський політик. Він був губернатором штату Вермонт з 1878 по 1880 рр., військовим міністром США при президенті Бенджаміні Гаррісоні з 1889 по 1891 рр. Потім він представляв Вермонт у Сенаті США з 1891 р. до своєї смерті.
У 1851 р. Проктор закінчив Дартмутський коледж. У 1858 р. він одружився з Емілі Джейн Даттон, у пари було п'ятеро дітей. У 1859 р. він отримав юридичну освіту в Школі права Олбані. З 1860 по 1861 рр. він працював юристом в Бостоні, а потім брав участь в Громадянській війні у лавах армії Союзу. У жовтні 1862 р. він отримав звання полковника.
Проктор був заступником губернатора Вермонту з 1876 по 1878 рр.
Два його сина Флетчер Проктор і Редфилд Проктор-молодший, стали 51-м і 59-м губернаторами Вермонту.